# Antiga
Antiga is een bestuurslaag in het regentschap Karangasem van de provincie Bali, Indonesië. Antiga telt 6527 inwoners (volkstelling 2010).